# Coliiformes
Ordre
Les Coliiformes constituent un ordre d'oiseaux ne contenant qu'une seule famille actuelle, les Coliidae, endémique de l'Afrique subsaharienne, mais aussi une autre famille disparue dont la répartition géographique s'étend aussi sur la zone paléarctique.

## Systématique

### Genres primitifsincertae sedis
- Chascacocolius (Paléocène ? - Éocène inférieur) - Sandcoleidae primitif [1]?
- Eocolius (Éocène inférieur de Walton-on-the-Naze, Angleterre) - Sandcoleidae ou Coliidae[2]?
  - Eocolius walkeri
- Selmes (Éocène moyen ? - Oligocène supérieur d'Europe centrale) - Coliidae ? (synonyme de Primocolius ?)
  - Selmes absurdipes
- Limnatornis (Miocène inférieur de Saint-Gérand-le-Puy, France) - Coliidae ? (Urocolius ?), incluant "Picus" consobrinus [3]
- "Picus" archiaci (Miocène inférieur de Saint-Gérand-le-Puy, France) - Limnatornis ? Coliidae ? (Urocolius ?) [3]
- Necrornis (Miocène moyen, France) - Coliidae ? (Colius ?) [3]

D'après Mlíkovský (2002) :
- Eobucco (Miocène supérieur de Kohfidisch, Autriche)
- Uintornis (Miocène supérieur de Kohfidisch, Autriche)

Ces deux derniers genres sont placés par Houde et Olson (1992) dans la famille des Sandcoleidae. Ils y placent aussi Chascacocolius. Pour Mayr et Peters (1998), les genres Chascacocolius et Chascacocolius ont une position intermédiaire entre les deux familles.

### Famille desColiidae, genres fossiles et actuels
- Genres primitifs incertae sedis (exclusivement fossiles)
  - Primocolius Mourer-Chauviré, 1988 (Éocène supérieur - Oligocène du Quercy, France)[2]
    - Primocolus minor

  - Oligocolius (Oligocène inférieur de Frauenweiler, Allemagne) [5]
    - Oligocolius brevitarsus

  - Masillacolius Mayr & Peters, 1998 (Éocène moyen de Grube Messel, Allemagne)
    - Masillacolius brevidactylus

D'après la classification de référence (version 5.1, 2015) du Congrès ornithologique international (ordre phylogénique) :
- Sous-famille des Coliinae
  - Colius (4 espèces)
- Sous-famille des Urocoliinae
  - Urocolius (2 espèces)

### Famille desSandcoleidae(exclusivement fossile)
D'après Houde & Olson (1992) :
- Sandcoleus [6]
- Anneavis [7]
- Eoglaucidium [8]
  - Eoglaucidium pallas

### Sources
- Jirí Mlíkovský, Cenozoic Birds of the World, Part 1: Europe, Ninox Press, Prague, 2002. (OCLC 156629447).